# 威尔士健身
威尔士健身是中華人民共和國一家連鎖健身房，成立於1996年。創始人為王文偉。2016年，威尔士健身負債率達92%。2017年3月，贵人鸟发布公告，表示打算收購威尔士健身。2017年9月，贵人鸟发布公告称決定放棄收購威爾士健身。截至2018年，威尔士健身在中国10个省市共拥有155家直营健身会所。同年，威尔士健身被LVMH旗下基金L Catterton Asia并购。创始人王文伟保留少部分股权。

## 問題
威尔士健身曾因消费者退卡遇阻被多次投诉。威尔士健身也因為其他原因被多次行政处罚。2014年至2018，有关威尔士健身的诉讼裁判文书达101份。

## 外部鏈接
- 官方网站